# Admiral Group
Admiral Group plc (LSE: ADM) è un gruppo assicurativo che ha il suo quartier generale a Cardiff, in Galles. Quotato alla Borsa di Londra, è uno dei componenti dell'indice FTSE 100.

## Storia
La società è stata fondata nel 1991 da Henry Engelhardt, come ramo del Brockbank Group, prendendo il nome di Admiral Insurance. Basandosi sul principio della focalizzazione su marchi secondo i target e proponendo prezzi più bassi grazie anche alla vendita diretta tramite telefono, Engelhardt scelse l'assicurazione auto come mercato iniziale.
Attratto a Cardiff da una sovvenzione da un milione di sterline da parte dell'Agenzia per lo sviluppo del Galles, Admiral ha iniziato a vendere polizze via telefono nel 1993 e via internet nel 1995.
Nel 2002 è stato lanciato Confused.com, il primo di sito di comparazione di polizze auto del Regno Unito.

## Marchi
Admiral Group è presente sui mercati con vari marchi, specializzati a seconda del target a cui si rivolgono:
- Bell Insurance (UK) (per automobilisti uomini)
- Diamond (UK) (per automobiliste donne)
- Gladiator (UK) (per veicoli commerciali)
- Elephant.co.uk (polizze on line)
- ConTe.it[1]
- Elephant Auto (USA)

Un'importante realtà del Gruppo è Confused.com, che si occupa di confronto di polizze assicurative on line. Confused.com è stato il primo sito di comparazione prezzi assicurazioni nel Regno Unito ed è subito diventato un grande successo, creando di fatto il mercato del comparatore di assicurazioni, perché semplificava il processo di ricerca e confronto di un'assicurazione per l'auto.
Nel 2009 è stato lanciato in Spagna un comparatore prezzi per l'assicurazione auto con il nome di Rastreator.com; nel 2010 è arrivato il momento della Francia con LeLynx.fr. Nel dicembre del 2020 i tre siti di comparazione sono stati venduti a RVU.

## Altre sedi

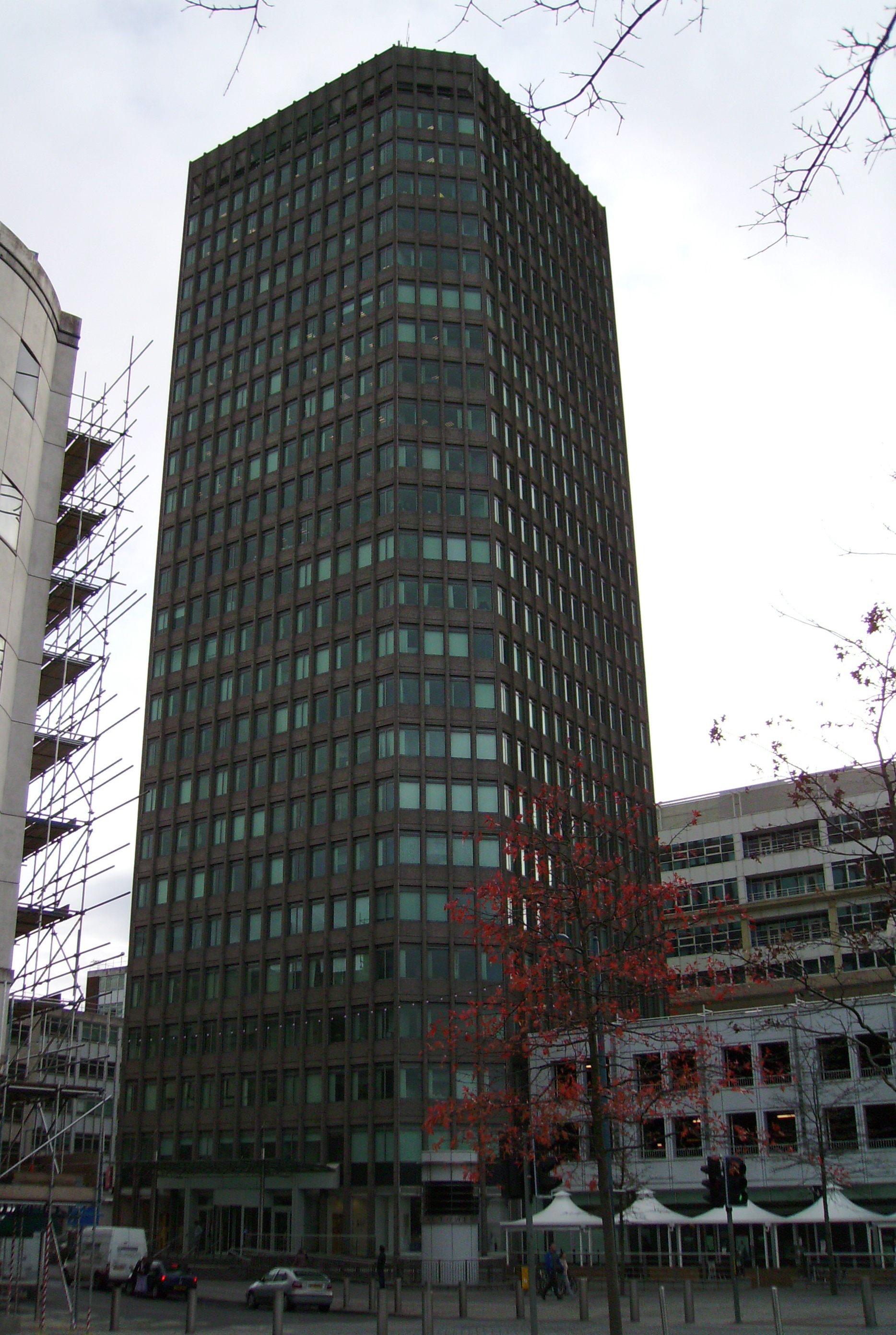
Gli uffici della Capital Tower, a Cardiff

Oltre alla sede di Cardiff, Admiral Group opera da varie altre sedi, fra cui:
- Regno Unito – Swansea, Newport
- Canada – Halifax
- Francia – Parigi
- Italia – Roma
- Spagna – Siviglia, Madrid
- Stati Uniti – Richmond